# Gran Premio Femenino de Plouay
El Gran Premio Femenino de Plouay (oficialmente: Classic Lorient Agglomération-Trophée CERATIZIT) es una carrera ciclista femenina profesional francesa de un día que se disputa anualmente en Plouay (Francia) y sus alrededores, a finales de agosto o primeros de septiembre. La prueba hace parte de un certamen denominado como 4 dias de Plouay en la cual se disputa una prueba UCI WorldTour conocida como Bretagne Classic Ouest-France, una prueba masculina para jóvenes conocida como Grand Prix Plouay Juniors, una prueba amateur conocida como Grand Prix de Plouay Elite Open y una serie de pruebas y recorridos recreativos denominados como Cyclo Morbihan.
La carrera inició en el año 1999 bajo el nombre de Grand Prix de Plouay, cambiando en 2008 su nombre al de Grand Prix de Plouay-Bretagne y desde 2017 al de Grand Prix de Plouay Lorient Agglomération tiene unos 130 km menos que su similar masculina sin limitación de edad y desde sus inicios fue puntuable para la Copa del Mundo femenina.
Del año 2002 al año 2015 la prueba formó parte de la Copa del Mundo de Ciclismo Femenina y desde el año 2016 pasó a formar parte del UCI WorldTour Femenino.

## Palmarés
| Año                                        | Ganador              | Segundo                | Tercero                |
| ------------------------------------------ | -------------------- | ---------------------- | ---------------------- |
| Grand Prix de Plouay                       |                      |                        |                        |
| 1999                                       | Anna Wilson          | Hanka Kupfernagel      | Tracey Gaudry          |
| 2000                                       | Diana Žiliūtė        | Pia Sundstedt          | Mirjam Melchers        |
| 2001                                       | Anna Millward        | Mirjam Melchers        | Susanne Ljungskog      |
| 2002                                       | Regina Schleicher    | Petra Rossner          | Susanne Ljungskog      |
| 2003                                       | Nicole Cooke         | Judith Arndt           | Mirjam Melchers        |
| 2004                                       | Edita Pučinskaitė    | Mirjam Melchers        | Oenone Wood            |
| 2005                                       | Noemi Cantele        | Edita Pučinskaitė      | Monica Holler          |
| 2006                                       | Nicole Brändli       | Giorgia Bronzini       | Nicole Cooke           |
| 2007                                       | Noemi Cantele        | Nicole Cooke           | Marta Bastianelli      |
| Grand Prix de Plouay-Bretagne              |                      |                        |                        |
| 2008                                       | Fabiana Luperini     | Luise Keller           | Suzanne de Goede       |
| 2009                                       | Emma Pooley          | Marianne Vos           | Emma Johansson         |
| 2010                                       | Emma Pooley          | Marianne Vos           | Emma Johansson         |
| 2011                                       | Annemiek van Vleuten | Evelyn Stevens         | Marianne Vos           |
| 2012                                       | Marianne Vos         | Tiffany Cromwell       | Elisa Longo Borghini   |
| 2013                                       | Marianne Vos         | Emma Johansson         | Anna van der Breggen   |
| 2014                                       | Lucinda Brand        | Marianne Vos           | Pauline Ferrand-Prévot |
| 2015                                       | Lizzie Armitstead    | Emma Johansson         | Pauline Ferrand-Prévot |
| 2016                                       | Eugenia Bujak        | Elena Cecchini         | Joëlle Numainville     |
| Grand Prix de Plouay Lorient Agglomération |                      |                        |                        |
| 2017                                       | Lizzie Deignan       | Pauline Ferrand-Prévot | Sarah Roy              |
| 2018                                       | Amy Pieters          | Marianne Vos           | Coryn Rivera           |
| 2019                                       | Anna van der Breggen | Coryn Rivera           | Amy Pieters            |
| 2020                                       | Lizzie Deignan       | Elizabeth Banks        | Chiara Consonni        |
| 2021                                       | Elisa Longo Borghini | Gladys Verhulst        | Kristen Faulkner       |
| 2022                                       | Mavi García          | Amber Kraak            | Grace Brown            |
| 2023                                       | Mischa Bredewold     | Marta Lach             | Sofia Bertizzolo       |
| 2024                                       | Mischa Bredewold     | Chloé Dygert           | Liane Lippert          |
| 2025                                       |                      |                        |                        |

## Palmarés por países
| País         | Victorias |
| ------------ | --------- |
| Países Bajos | 8         |
| Reino Unido  | 6         |
| Italia       | 4         |
| Australia    | 2         |
| Lituania     | 2         |
| Alemania     | 1         |
| Suiza        | 1         |
| Polonia      | 1         |
| España       | 1         |